# 虚栄 (ティツィアーノ)
『虚栄』（きょえい、伊: Vanità, 独: Eitelkeit, 英: Vanity）は、盛期ルネサンス期のヴェネツィア派の巨匠ティツィアーノ・ヴェチェッリオが1515年頃に制作した寓意画である。油彩。ラテン語で空虚あるいは虚栄を意味するヴァニタスを主題としている。現在はミュンヘンのアルテ・ピナコテークに所蔵されている。

## 作品

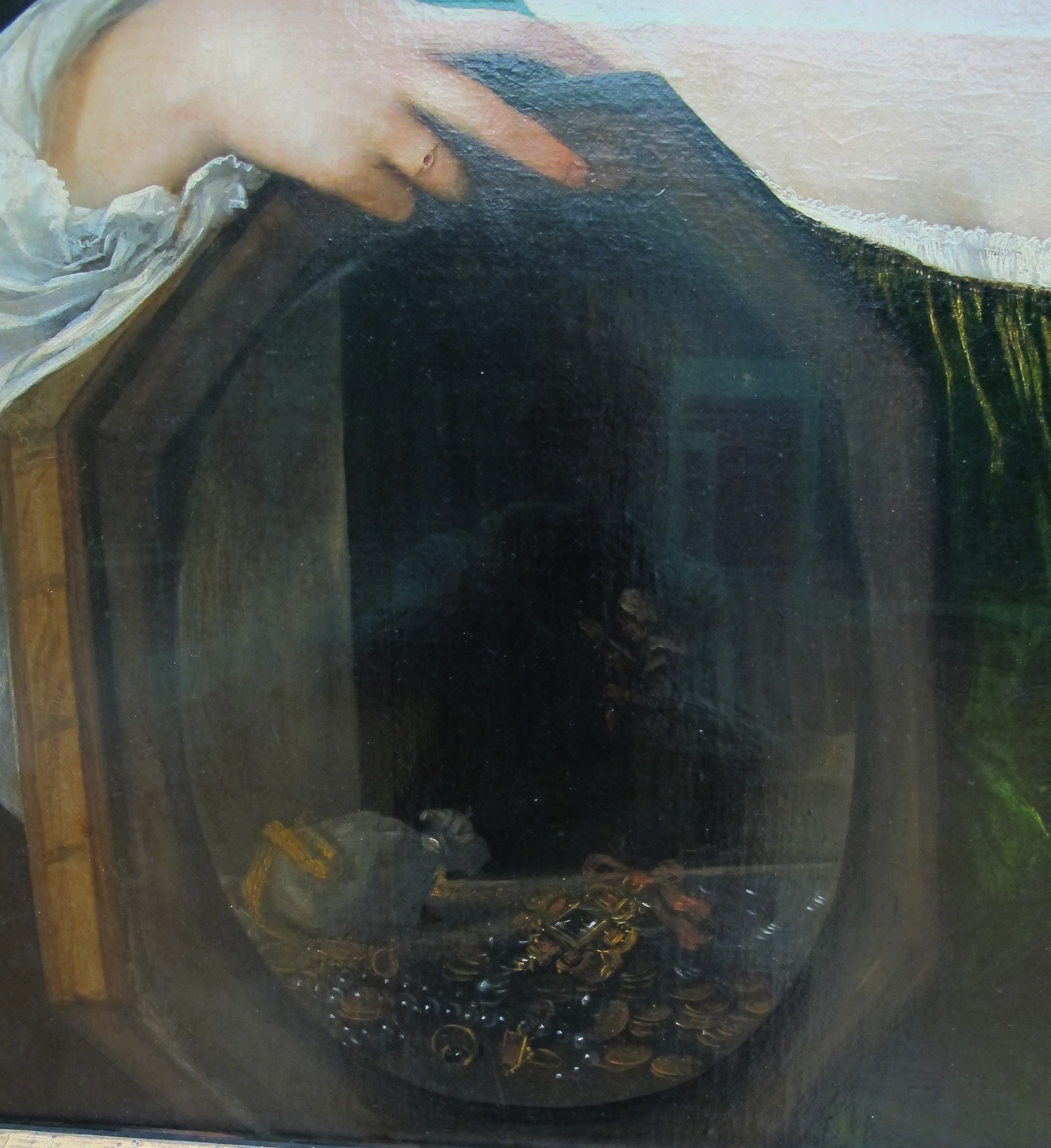
鏡に映された世俗的な富、および糸巻き棒や紡錘を持った老女の召使（ディテール）。

ティツィアーノは楕円形の鏡と火の消えた蝋燭を持ったブロンドの髪の美しい女性を描いている。女性は深い緑のドレスを着ているが、左肩から落ちて肩の線が露出している。右手の蝋燭は火が消えたばかりであるらしく、白い煙が立ち昇っている。鏡には八角形の木製の額縁がついており、鏡面にはテーブルの上に広げられた宝石や真珠をあしらった指輪やネックレスなどの宝飾品、あるいは金貨などの貨幣のような現世的な財産や所有物、また糸を紡ぐための伝統的な道具である糸巻き棒や紡錘を持った老女の召使も映っている。
絵画に描かれた女性はティツィアーノの師ジョルジョーネが『ラウラ』（Laura）とともにヴェネツィア派で確立したモデルである理想化された美しい女性像であり、『鏡の前の女』（Donna allo specchio）、『サロメ』（Salome）、『フローラ』（Flora）およびいくつかの「聖会話」といったティツィアーノの同時代の他の多くの作品に描かれている。糸ないし紡錘は運命の三女神モイラのアトリビュートであり、いつでも切れるおそれのある生命の糸への神話的な言及である。また鏡に数多く描かれた貨幣は虚栄を象徴する典型的なものである。そしてこれらのものはこの世の真実を映し出す鏡の中に描かれており、鏡に添えられた火の消えた蝋燭はこの世のすべての儚さを思い出させる。
X線撮影を用いた科学的分析によると、この女性像は以前の構図では左手で髪を持ち上げていたようである。おそらく鏡あるいはそこに映った現世の富を象徴する金貨などはティツィアーノが描いたオリジナルの絵画の上に後から追加されたものである。追加された時期はおそらく17世紀で、女性像を道徳的な声明に変更している。
帰属については古くから混乱が見られ、バイエルン選帝侯のコレクションに収蔵されていたときにパルマ・イル・ヴェッキオ、シュライスハイム宮殿に収蔵されていたときにフランチェスコ・サルヴィアーティの作品と見なされた。さらにイタリアの美術評論家ジョヴァンニ・バティスタ・カヴァルカゼルとイギリスの美術史家ジョゼフ・アーチャー・クロウはイル・ポルデノーネ、アルテ・ピナコテークに収蔵されてからはジョルジョーネに帰属された。これを1880年にティツィアーノに帰属したのはジョヴァンニ・モレッリである。

## 来歴
この作品はおそらく神聖ローマ皇帝ルドルフ2世のプラハのギャラリーにあったものであり、その後、1618年にバイエルン選帝侯のコレクションに収蔵された。1748年にはシュライスハイム宮殿に収蔵され、1884年以降はアルテ・ピナコテークのコレクションの一部となっている。

## ギャラリー

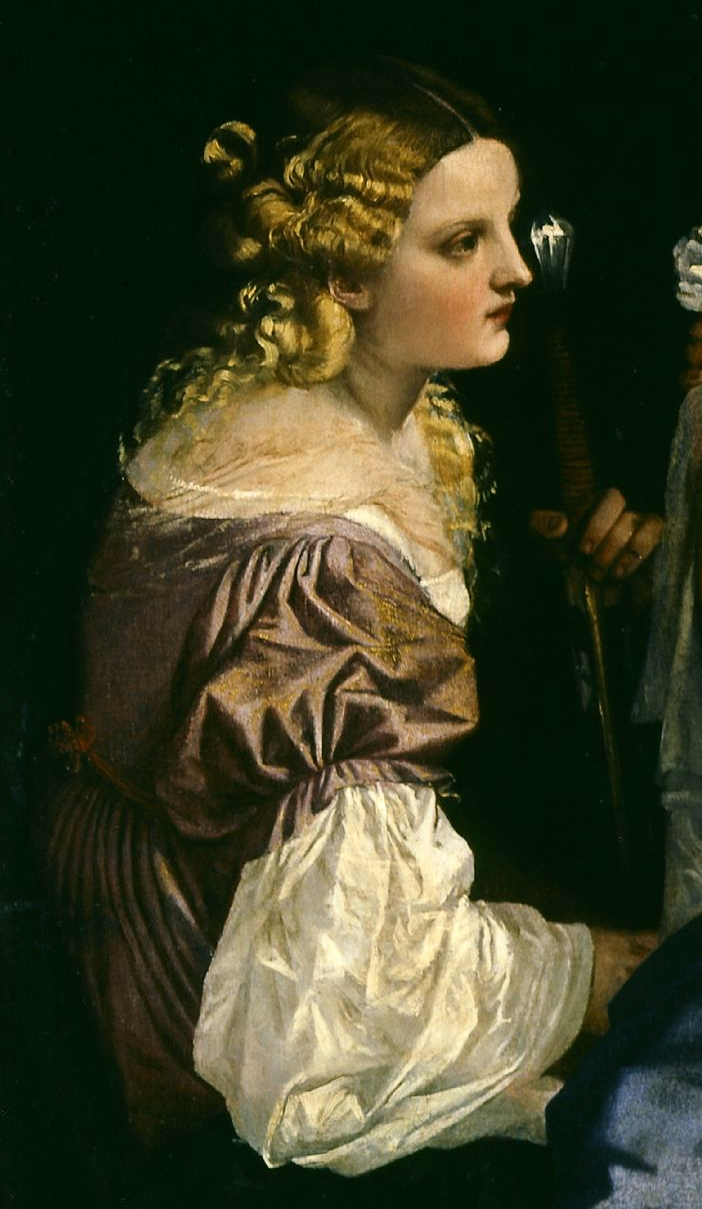
『バルビの聖会話』1513年頃 マニャーニ＝ロッカ財団（英語版）所蔵
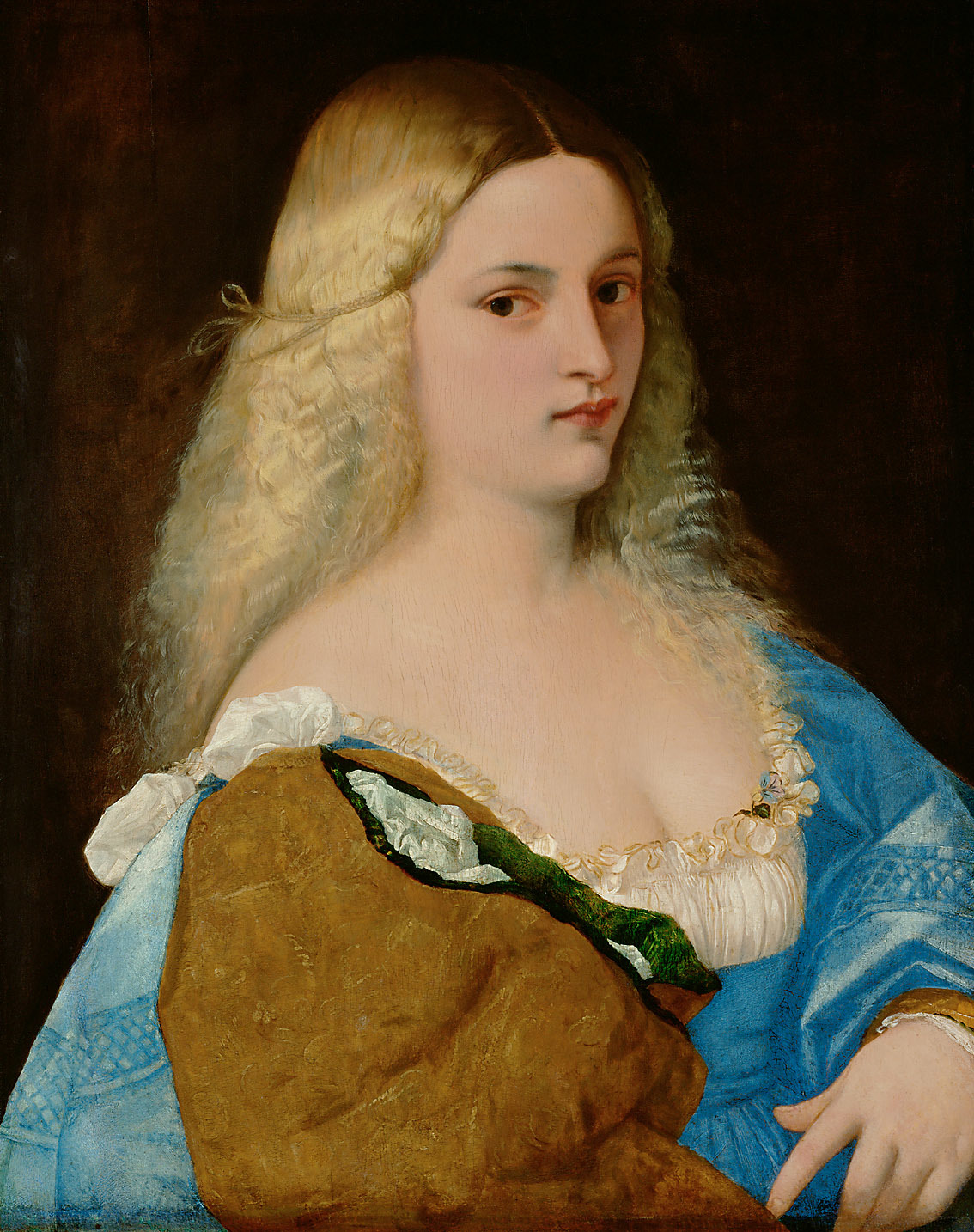
『ヴィオランテ』1510年-1515年 美術史美術館所蔵
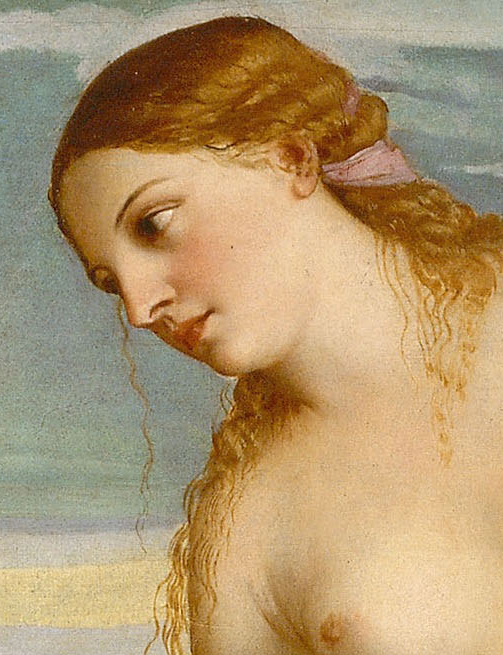
『聖愛と俗愛』1512年-1515年頃 ボルゲーゼ美術館所蔵
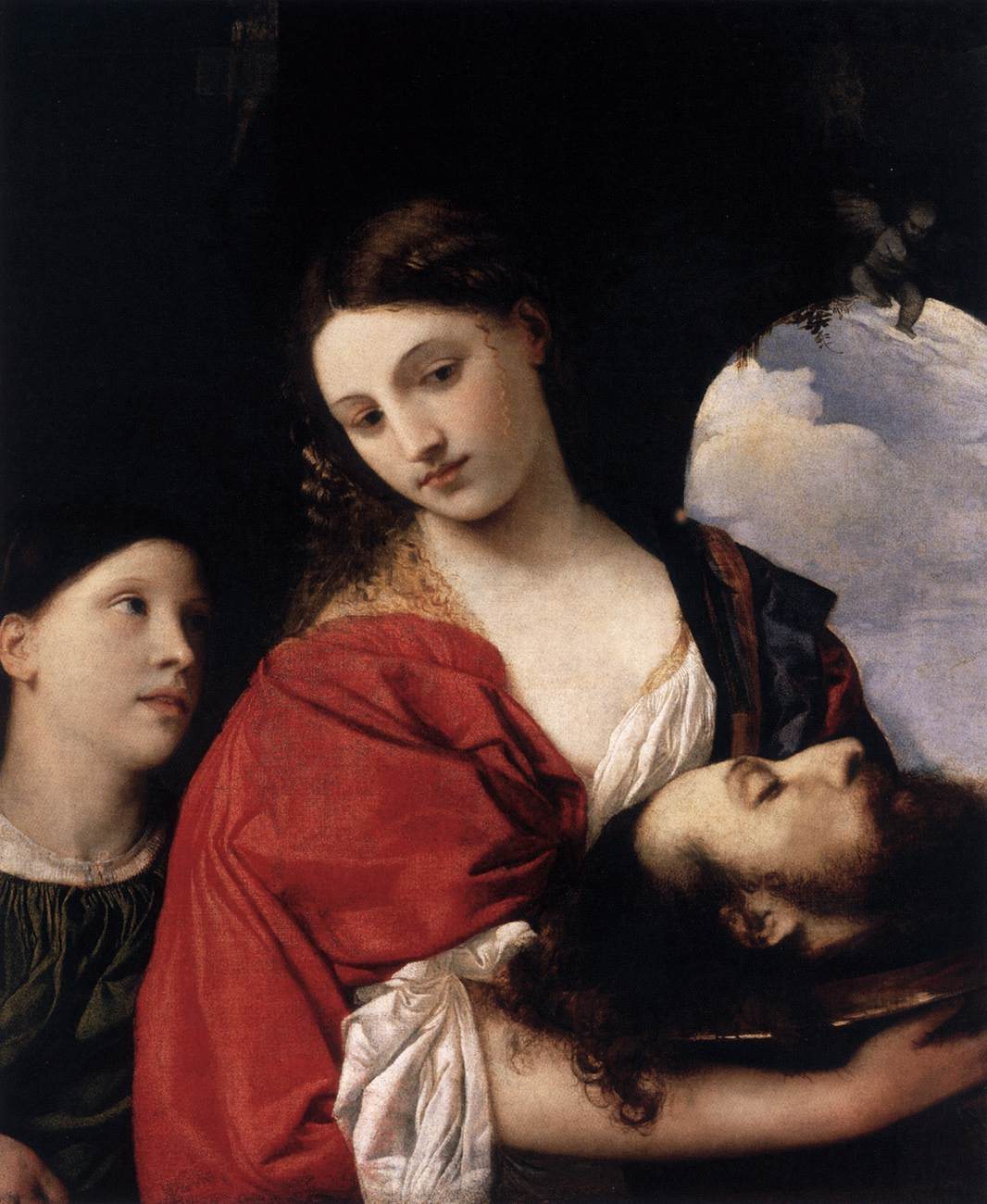
『サロメ』1515年頃 ドーリア・パンフィーリ美術館所蔵
『鏡の前の女』1515年頃 ルーヴル美術館所蔵
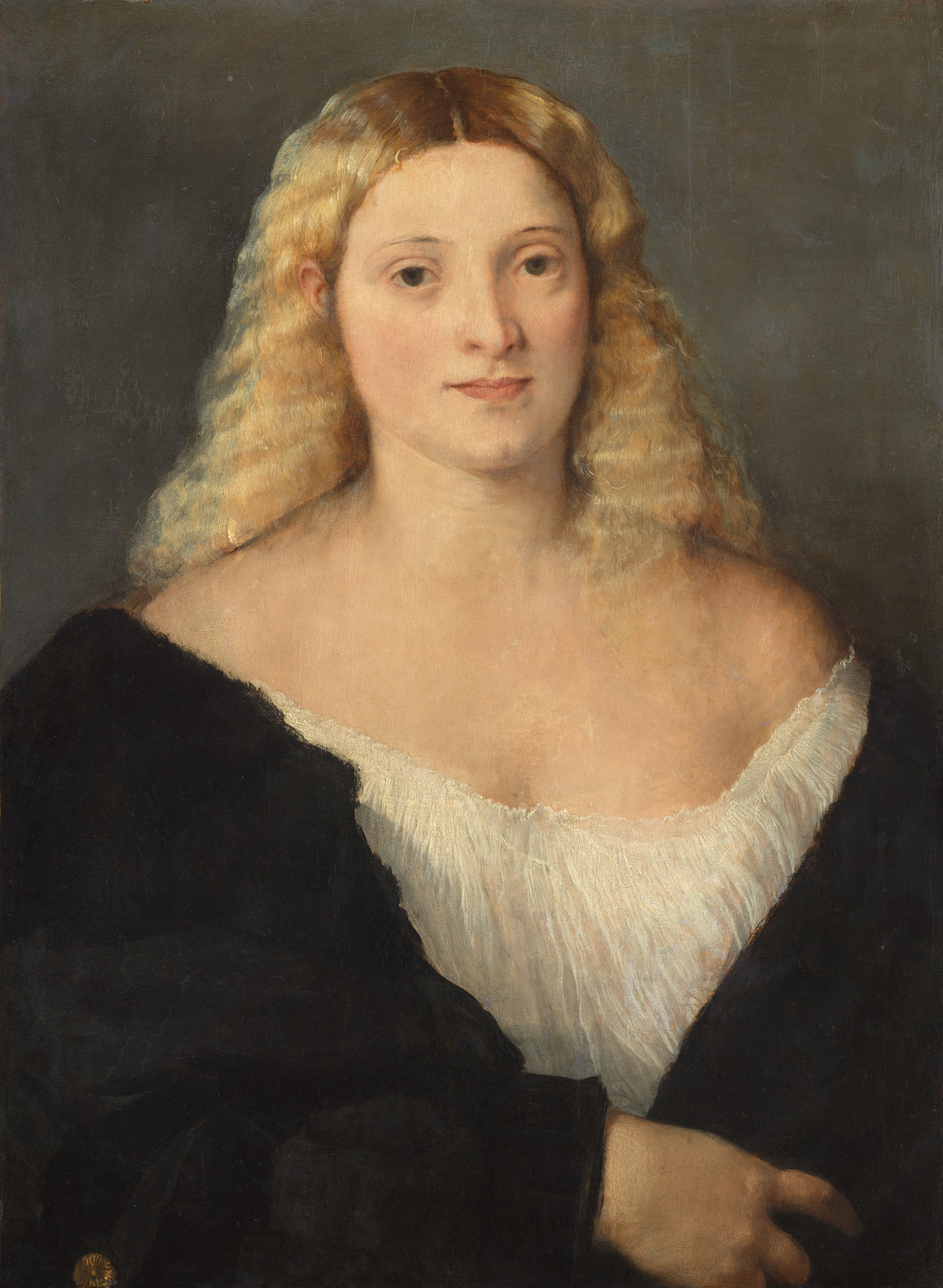
『黒い服を着た若い女性』1515年頃 美術史美術館所蔵
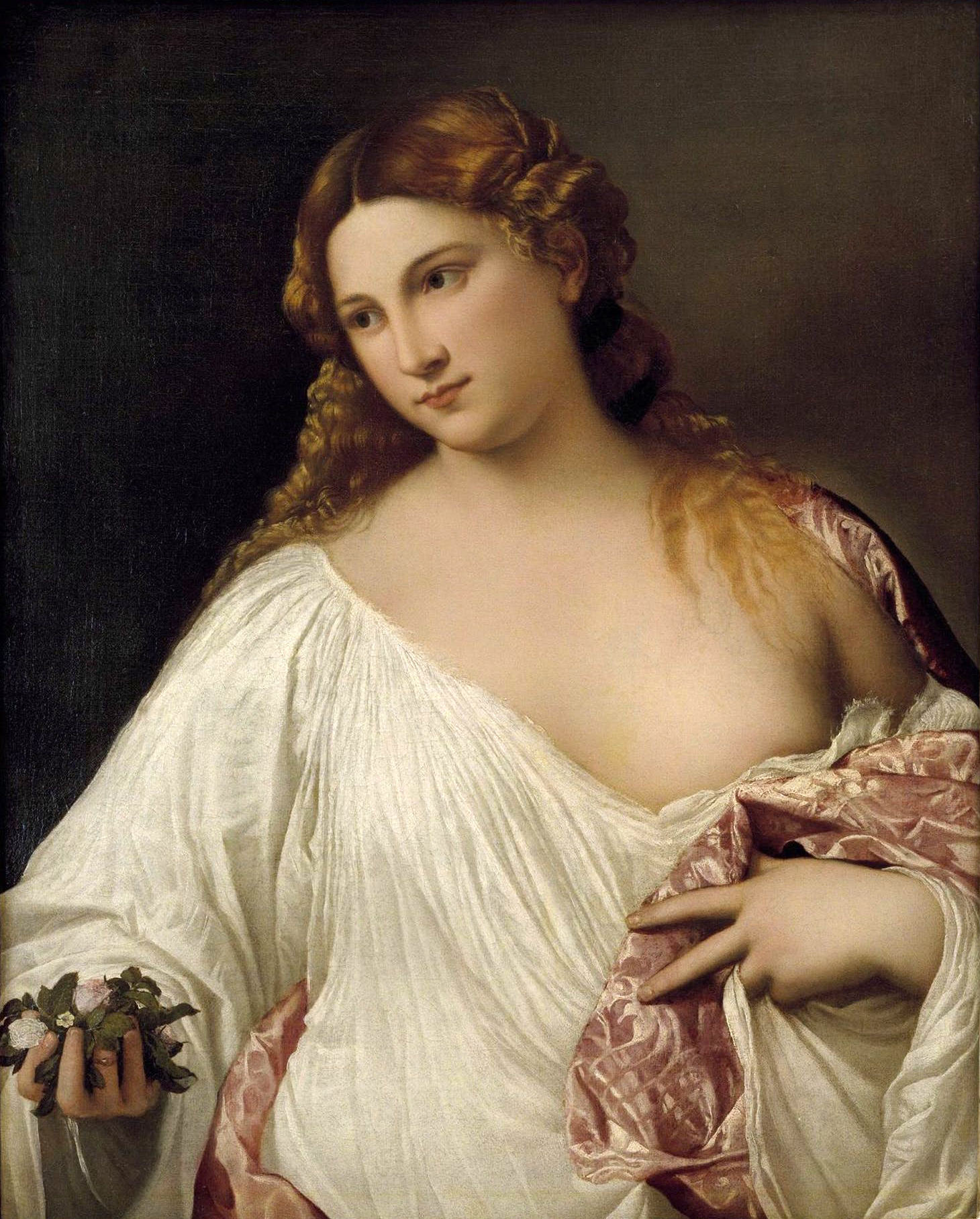
『フローラ』1515年-1520年頃 ウフィツィ美術館所蔵
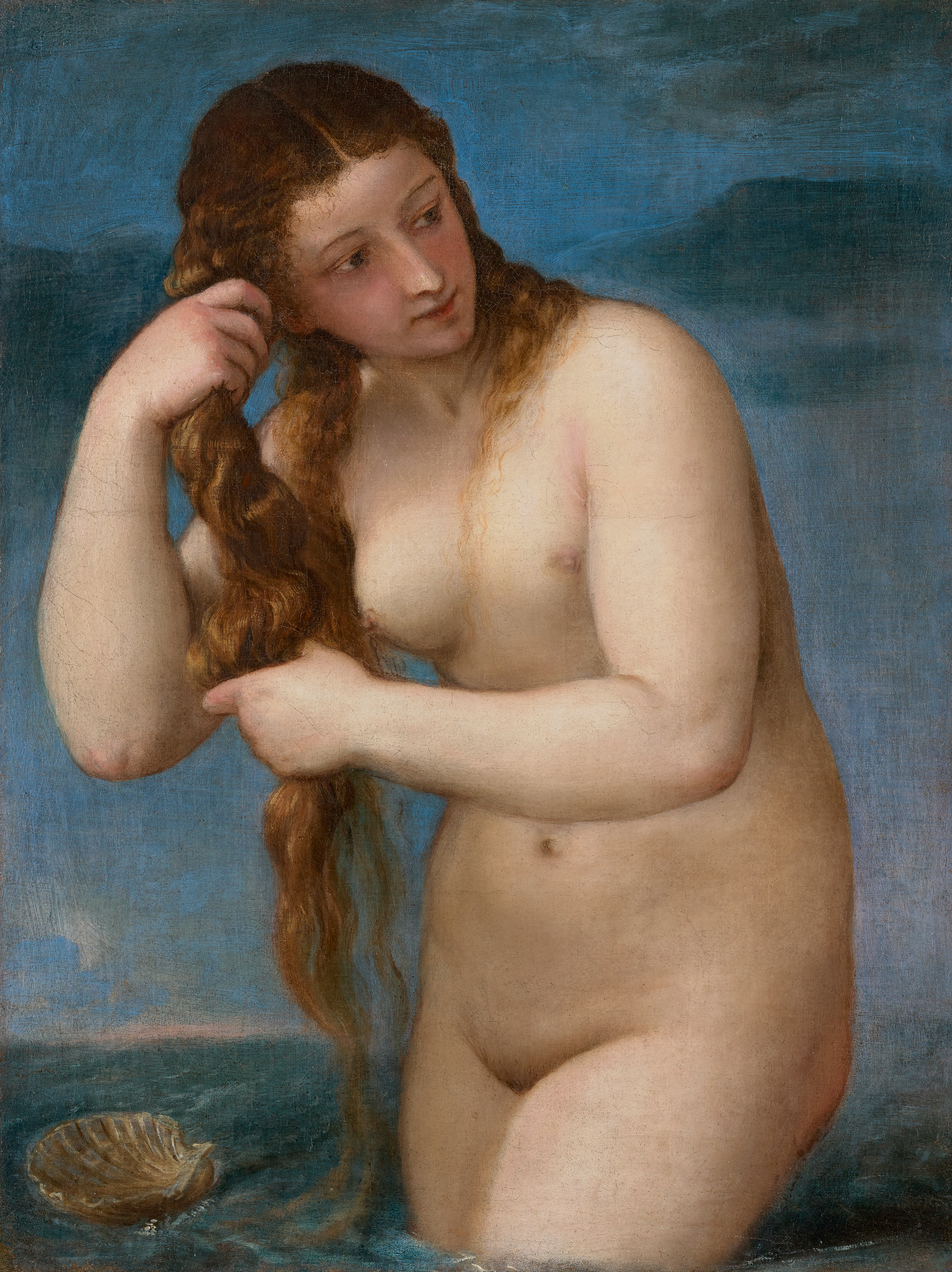
『海から上がるヴィーナス』1520年頃 スコットランド国立美術館所蔵